# 關山
關山是臺灣中央山脈南段主脊上的著名高山，為中央山脈南部的最高峰，標高3,668公尺（3668.477公尺），設有二等三角點編號1674，台灣百岳排名第12，「十峻」之一，位在臺東縣海端鄉利稻村與高雄市桃源區梅山里及拉芙蘭里之間，玉山國家公園西南邊界上，南部橫貫公路（台20線）南側約3.5公里處，與南橫之間有直落一千公尺的關山大崩壁極為險峻因此常常有落石坍方。關山四面險峻，東北方連接往向陽山的主脊上有關山大崩壁、向陽大崩壁等自然奇觀，其中尤以恐龍塔–鷹子嘴一段地形極為困難破碎，一般登山隊多會避開此段主脊，改走庫哈諾辛山進涇橋登山口上支稜。
關山是中央山脈最高峰秀姑巒山以南的最高峰，故有「南臺首岳」之稱。其山勢雄偉，南北觀之如金字塔聳立，自東望之下有南橫公路懷抱，則如嶺雄峙，真正是「橫看成嶺側成峰」。
關山埡口稜線鞍部海拔約為2920公尺，為向陽山和關山之間的最低鞍部（即關山嶺山登山步道里程牌0.5K處），南橫（台20線）在嶺線下有「大關山隧道」，由鞍部底下約200公尺穿越中央山脈主脊，隧道口公路標高為2722.39公尺。